# Iddaru Mitrulu (película de 1999)
Iddaru Mitrulu (traducida como "Dos amigos") es una película dramática en idioma telugu de 1999 dirigida por K. Raghavendra Rao. La película cuenta con Chiranjeevi, Sakshi Sivanand y Ramya Krishna en los papeles principales. Fue estrenada el 30 de abril de 1999 y recibió críticas positivas. También se lanzó en versión doblada al tamil con el título "Singanadai".

## Trama
Vijay (Chiranjeevi) y Anita (Sakshi Sivanand) son los mejores amigos. Comparten sus pensamientos, alegrías y penas entre sí. Un día, Anita encuentra el amor en un fotógrafo llamado Prakash (Suresh) y se casa con él. Mientras tanto, Vijay se enamora y se casa con Shanti (Ramya Krishna). Sin embargo, la felicidad de Anita se desvanece cuando descubre que su esposo la está engañando. Vijay la consuela en su momento de angustia, pero su relación con su esposa Shanti se ve afectada ya que no está contenta con la cercanía que tiene con Anita. Shanti le da un ultimátum a Vijay, quien toma una decisión difícil.
Vijay elige apoyar y cuidar a su amiga Anita, quien está embarazada. Después de un tiempo, Vijay logra reunir a Anita con su esposo Prakash, deseando su felicidad. Anita, a su vez, desea ver a Vijay feliz y trabaja para reunirlo con su esposa Shanti. La película culmina en una nota feliz, con las parejas finalmente encontrando la felicidad y sosteniendo a su bebé recién nacido, simbolizando la renovación de los lazos de amistad y amor entre los personajes principales.

## Elenco
- Chiranjeevi como Vijay
- Sakshi Sivanand como Anita
- Ramya Krishna como Shanti
- Suresh como Prakash
- Sudhakar como Harishchandra (alias Hari)
- Chandra Mohan como Ranga Rao, el padre de Vijay
- Mallikarjuna Rao como cocinero de Vijay
- AVS como Navala Subba Rao, padre de Shanti
- Y. Vijaya como la madre de Shanti
- Brahmanandam como Titanic, guardaespaldas de Shanti
- Subbaraya Sharma
- Rambha por cameo en la canción Rukku Rukku

## Banda sonora
La banda sonora de la película fue compuesta por Manisharma. El álbum musical tuvo un gran éxito y todas las canciones se convirtieron en éxitos en las listas de popularidad. Cada pista se convirtió en un éxito masivo, siendo especialmente destacadas "Hey Rukku", interpretada por Rambha, y "Nootokka Jillalo", que ganaron mucha atención debido a sus enérgicos pasos de baile. La canción "Bangaram Techhi", interpretada por KS Chithra y Partha Sarathi, recibió elogios de la crítica debido a la interpretación emotiva proporcionada por Chithra en la canción, la cual se ajustaba a la situación de la película.
| No.             | Título                   | Letra                         | Cantante(s)                         | Duración |
| --------------- | ------------------------ | ----------------------------- | ----------------------------------- | -------- |
| 1.              | "Hola Rukku Rukku"       | chandrabosa                   | SP Balasubrahmanyam y KS Chithra    | 4:26     |
| 2.              | "Changu Changu"          | chandrabosa                   | Udit Narayan y Harini               | 4:38     |
| 3.              | "Dhek Baba Dhek"         | chandrabosa                   | SP Balasubrahmanyam y KS Chithra    | 5:24     |
| 4.              | "Noottokka Jillalo"      | chandrabosa                   | Mano & KS Chithra                   | 5:15     |
| 5.              | "Manasavachha Manasiste" | chandrabosa                   | SP Balasubrahmanyam y Sujatha Mohan | 4:46     |
| 6.              | "Bangaram Techhi"        | Sirivennela Seetharama Sastry | KS Chitra, Partha Sarathi           | 5:08     |
| Duración total: | Duración total:          | Duración total:               | Duración total:                     | 29:34    |